# Ang Choulean
Ang Choulean (tiếng Khmer: អាំង ជូលាន; sinh ngày 1 tháng 1 năm 1949 tại Kompong Khleang, Siem Reap) là một nhà nhân chủng học người Campuchia. Ông là giáo sư nhân chủng học lịch sử tại Đại học Mỹ thuật Hoàng gia và từng có thời làm giám đốc Sở văn hóa APSARA.
Ang Choulean tốt nghiệp bằng cử nhân Khảo cổ học năm 1974 tại Đại học Mỹ thuật Hoàng gia và thi lấy bằng Tiến sĩ Nhân chủng học năm 1982 tại École des Roches ở Pháp.
Năm 2011 Ang Choulean giành được Giải thưởng Lớn thuộc Giải Fukuoka, trở thành người Khmer thứ hai đoạt giải này sau Chheng Phon vào năm 1997.